# Ван Бюрен, Анджелика
Анджелика Синглтон Ван Бюрен, урождённая Анджелика Сара Синглтон (13 февраля 1818 — 29 декабря 1877) — первая леди США, невестка 8 президента США Мартина Ван Бюрена. Была замужем за сыном президента и его личным секретарём Абрахамом Ван Бюреном. Вступила в должность Первой леди из-за того, что жена Мартина Ван Бюрена, Ханна Ван Бюрен, умерла в 1819 году, а Мартин Ван Бюрен после смерти жены до конца жизни оставался вдовцом.

## Биография
Анджелика Сара Синглтон родилась в Веджфилде, Южной Каролине, и являлась дочерью Ричарда Синглтона и его жены Ребекки Тревис Колс.
14 февраля 1839 года в Веджфилде Анджелика вышла замуж за Абрахама Ван Бюрена, сына Мартина Ван Бюрена и государственного секретаря США. Жили они в Линденуолд, в городе Киндерхук, штат Нью-Йорк, перезимовывая в фамильном доме Анджелики Синлгтон в Южной Каролине. С 1848 года Анджелика жила в Нью-Йорке.
Похоронена на кладбище Синглтон.